# Bataille d'Ascalon
Pour les articles homonymes, voir Siège d'Ascalon.
Première croisade
Batailles
- Xerigordon
- Civetot
- Nicée
- Dorylée
- Antioche
- Ma'arra
- Jérusalem
- Ascalon

La bataille d'Ascalon fut menée par l'armée croisée commandée par Godefroy de Bouillon, le 12 août 1099. Elle peut être considérée comme le dernier événement de la première croisade.

## Prélude
Une première bataille oppose croisés et Fatimides à Ascalon en 1099, pendant la première croisade. L’armée d’Al-Afdhal, vizir fatimide d'Égypte, forte de trente mille hommes, atteint la Palestine vingt jours après la prise de Jérusalem par les croisés. Le vizir hésite à attaquer la Ville sainte, et prend position près d’Ascalon. L'armée chrétienne commandée par Godefroy de Bouillon se réunit pour repousser l'armée musulmane. Al-Afdhal envoie des émissaires à Godefroy de Bouillon, lui proposant un arrangement s’il quitte la Palestine. Les Francs, pour toute réponse, marchent sur Ascalon pour aller à la rencontre du vizir et de ses troupes. L'armée franque put franchir le fleuve Nahr-es-Sanye (situé entre Jérusalem et Ascalon) sans être inquiétée.

## Forces en présence
Les forces chrétiennes sont composées de :
- à gauche, le corps d'armée de Godefroy ;
- au centre, les comtes de Normandie et de Flandres ;
- à droite, Raymond de Toulouse.

## La bataille
L'attaque débuta contre l'aile droite fatimide, où s'étaient regroupés la plupart des soldats musulmans. Un assaut conjugué de l'infanterie et de la cavalerie franque disloqua les rangs ennemis, et après une courte résistance des mercenaires éthiopiens au service des Sarrasins, les Croisés dispersèrent l'armée fatimide.

## Conséquences
La victoire d'Ascalon remportée par les croisés sur les musulmans permet aux Francs de confirmer leur victoire à Jérusalem. L'armée du vizir Al-Afdhal s'est retiré après avoir subi de très lourdes pertes, et beaucoup de seigneurs arabes, plutôt que de combattre les Francs, proposent des traités et des alliances commerciales qui consolident l'installation des croisés en Terre Sainte. Cependant, à la suite d'un différend entre Godefroy de Bouillon et Raymond de Toulouse, la ville d'Ascalon n'est pas occupée par les forces chrétiennes, et n'est en leur possession qu'en 1153.
Les croisés la prennent provisoirement aux Fatimides en 1102, mais la forteresse résiste jusqu’en 1153. 
En 1111, Baudouin Ier de Jérusalem marche sur Ascalon. Le gouverneur fatimide de la ville, Chams al-Khilafa, effrayé, lui verse un tribut de 7000 dinars. La population palestinienne, qui se sent humiliée par cette capitulation, envoie des émissaires au Caire pour demander la destitution du gouverneur. Chams al-Khilafa expulse alors les fonctionnaires égyptiens et se met sous la protection de Francs. Baudouin lui dépêche trois cents hommes qui prennent en main la citadelle d’Ascalon. En juillet, Chams al-Khilafa est assassiné par un groupe de conjurés. La ville se révolte. Les citadins armés et la garde berbère du gouverneur assaillent la citadelle et massacrent les Francs.
La ville, dernier bastion fatimide en Palestine, est prise par les Francs en 1153, au terme du second siège d'Ascalon. La ville est intégrée au royaume de Jérusalem par Baudouin III, puis reprise par Saladin le 4 septembre 1187. Elle tombe aux mains de Richard Cœur de Lion après la capitulation d’Acre en 1191, qui y construit une forteresse qui menace l’Égypte. Saladin exige qu'elle soit démantelée en préalable à la paix de 1192. La ville lui est livrée. 

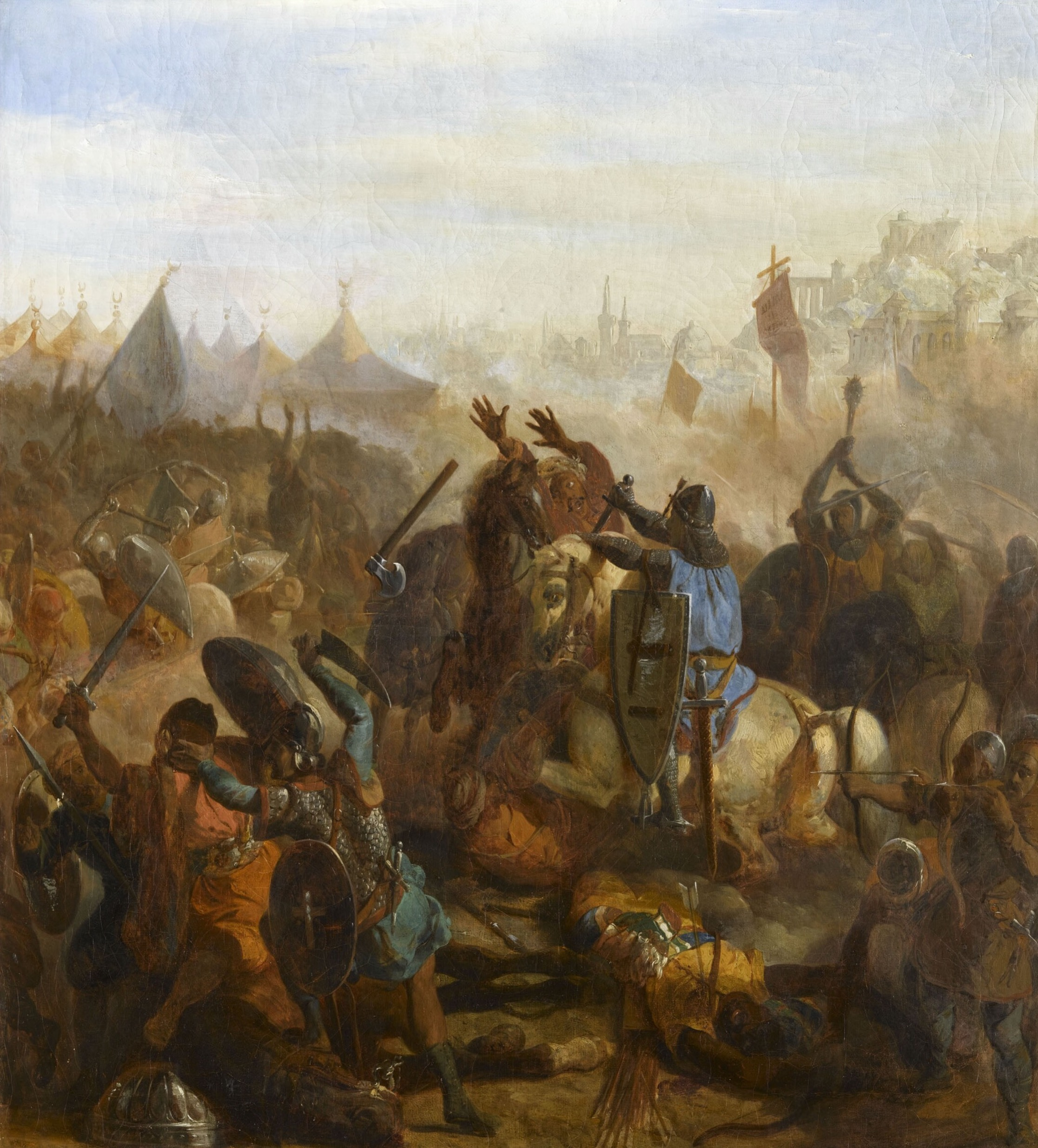
Bataille d'Ascalon, 12 août 1099, huile sur toile de Prosper Lafaye, Salle des Croisades, Château de Versailles, 1841

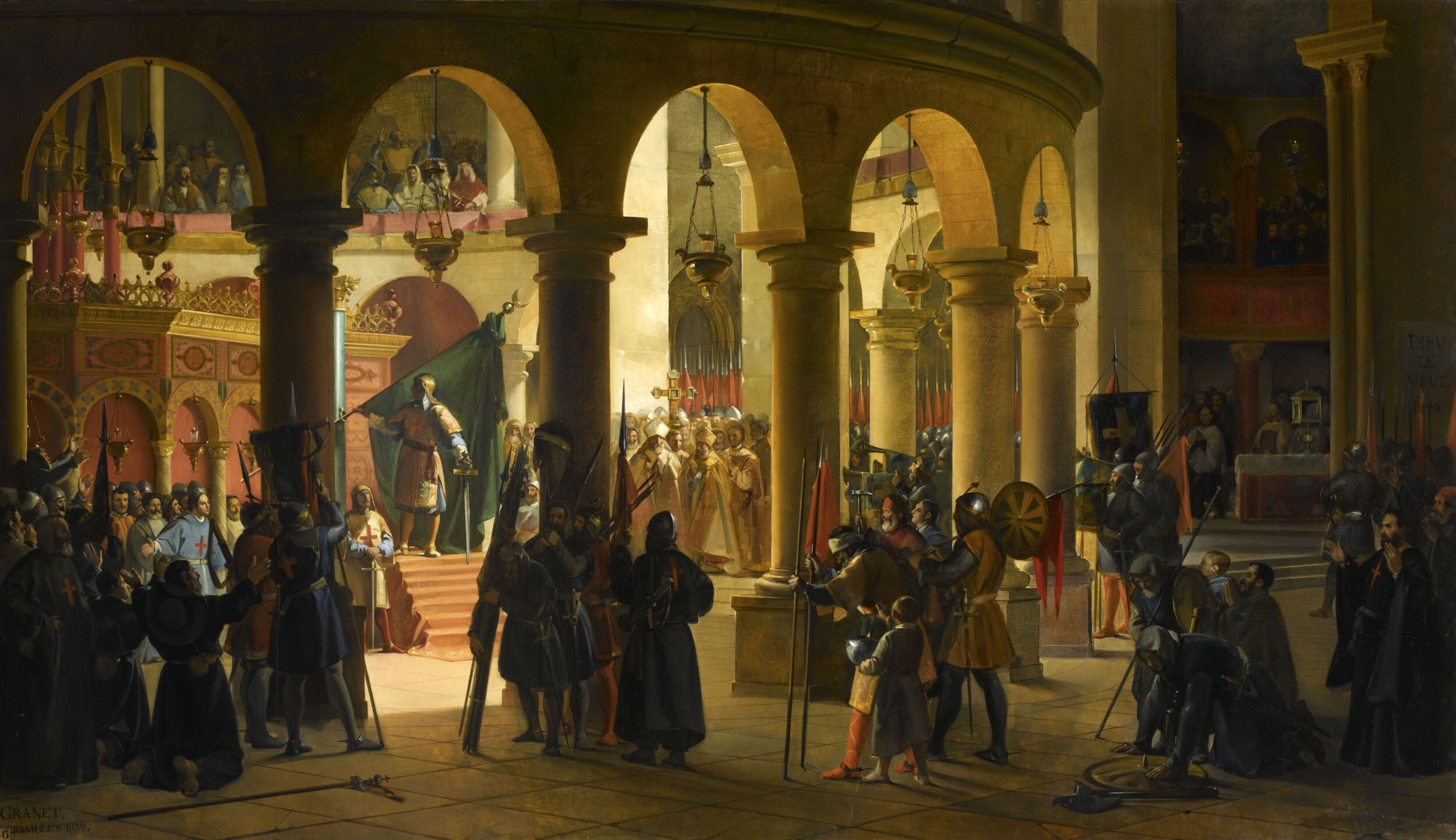
Godefroy de Bouillon dépose dans l'église du Saint-Sépulcre les trophées d'Ascalon, août 1099
huile sur toile de François-Marius Granet, Versailles, musée de l'Histoire de France, Salle des Croisades, 1839.

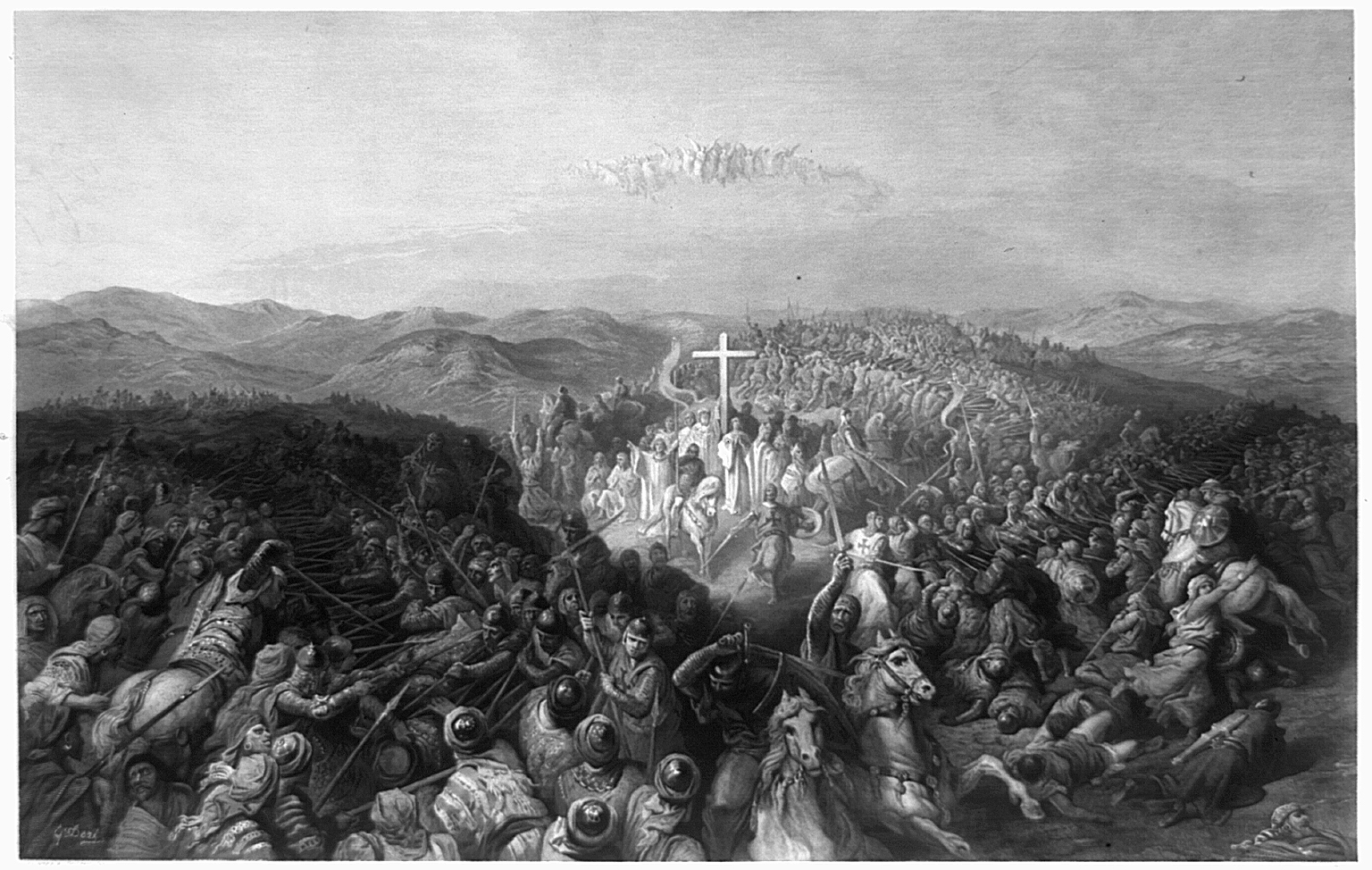
Bataille d'Ascalon, 12 août 1099, gravure par C. W. Sharpe, d'après une peinture du même nom par Gustave Doré